# Prisme de Brewster
Pour les articles homonymes, voir Brewster.
Un prisme de Brewster est un type de prisme optique dispersif conçu pour qu'un faisceau de lumière entrant à l'angle de Brewster subisse une déviation minimale et donc soit dispersé au maximum.
Un prisme de Brewster peut être utilisé pour sélectionner des raies précises pour les lasers. Un prisme de Brewster dont on aurait étamé une des face est un prisme de Littrow.